# Næsbyhoved-Broby Sogn
Næsbyhoved-Broby Sogn er et sogn i Hjallese Provsti (Fyens Stift).
I 1800-tallet var Næsbyhoved-Broby Sogn i Odense Herred anneks til Allesø Sogn i Lunde Herred. Begge herreder hørte til Odense Amt. Allesø-Næsbyhoved Broby sognekommune blev ved kommunalreformen i 1970 indlemmet i Odense Kommune.
I Næsbyhoved-Broby Sogn ligger Næsbyhoved-Broby Kirke. Næsby Kirke blev i 1942 indviet som filialkirke til Næsbyhoved-Broby Kirke, og Næsby blev et kirkedistrikt i Næsbyhoved-Broby Sogn. I 1965 blev Næsby Kirkedistrikt udskilt som det selvstændige Næsby Sogn.
I sognet findes følgende autoriserede stednavne:
- Næsbyhoved-Broby (bebyggelse, ejerlav)
- Skovs Højrup (bebyggelse, ejerlav)
- Spurvelund (bebyggelse)

## Vimose
Vimose er en offermose fra den tidligere jernalder, beliggende i Næsbyhoved-Broby sogn. Mosen, der oprindelig var en gletschersø, ligger i et 600 m langt dalsystem, omgivet af morænebakker. Fundene stammer overvejende fra mosens sydvestlige del. Nyere forskning tyder på, at Viemosen har været hele Nordfyns offerplads og at der er nedlagt flere ofringer i mosen efter slag, hvor fremmede hære er kommet enten nordfra eller sydfra og er blevet slået af den nordfynske hær.